# FC Sparta Brno
FC Sparta Brno (celým názvem: Football Club Sparta Brno) je český fotbalový klub, který sídlí v brněnském Komárově v Jihomoravském kraji. Založen byl roku 1921. Od sezóny 2012/13 hrál v Přeboru Jihomoravského kraje (5. nejvyšší soutěž). Do sezóny 2025/2026 hlásí klub návrat do Divize D.

## Stručná historie
Klub byl založen v roce 1921 jako SK Rudá Hvězda Brno a 13. června 1926 valnou hromadou přejmenován na SK Sparta Brno. Od této doby se klubu nebývale dařilo. Již v roce 1927 postoupil do nejvyšší, první třídy. V roce 1930 sehrál první utkání se zahraničním soupeřem – na velikonoční svátky porazila Sparta Brno nejpopulárnější rakouský klub Rapid Vídeň 4:0. V roce 1932 podnikla zájezd do Francie a Itálie, kde hrála v Monte Carlu, Cannes, Nice (zde vyhrála nad mistrem Francie OGC Nice 4:0), Saint-Étienne, Antibes a Janově (výsledek 2:2). Po příjezdu Sparta získala z rukou primátora města Brna právo nosit na dresech odznak města Brna, což platí do dnešní doby.
Rok 1932 byl nejslavnější v historii klubu. V domácích soutěžích se brněnská Sparta stala mistrem BZMŽF (Bradovy západomoravské župy footballové). Ve vylučovacích utkáních s vítězi jiných žup porazila ve finále, jak venku tak i doma, Ostravu 2:1 a stala se mistrem Moravy.
V roce 1934 byla prvním moravským a československým klubem, který si zahrál na Africkém kontinentu a na zájezdu porazila mj. reprezentační jedenáctku Alžírska 1:0.
V sezonách 1936/37 a 1938/39 se stala vítězem BZMŽF (Bradovy západomoravské župy footballové). V roce 1936 byla při Spartě Brno založena dámská kopaná. Od sezony 1939/40 byla členem moravsko-slezské divize (2. ligy), jejíž vítěz postupoval přes kvalifikaci do nejvyšší soutěže (Česko-Moravské národní ligy).
V roce 1946 oddíl podnikl zájezd na Maltu. V roce 1948 znovu otevřel hřiště na Masné, a to divizním zápasem s Moravskou Slavií, kde míč byl vhozen na hřiště z letadla. V roce 1955 už jako Spartak 1. Brněnská byla účastníkem Moravské divizní soutěže (dnes druhá liga). V roce 1963 je zrušeno hřiště na Masné ulici a mužstvo hostuje na hřišti v Žabovřeskách. V roce 1967 dochází ke sloučení s fotbalisty Komárova, kde působí dodnes.

Od roku 1989 se vrátilo jméno klubu zpět na Sparta Brno. Mužstvo hrálo stále v krajském, později župním přeboru a mnoho roků bojovalo o postup do divize. V roce 2000 došlo ke sloučení s FC Zeman Brno a pod jménem Sparta Brno s.r.o. hrálo divizní soutěž v ročníku 2000/01. Po sezoně skončila fúze se Zemanem, klub ztratil divizní příslušnost a byl zařazen o 2 soutěže níže do I. A třídy Jihomoravské župy – sk. B. V roce 2005 dokázal postoupit zpět do Jihomoravského krajského přeboru (5. nejvyšší soutěž), kde působí i v sezoně 2014/15. V ročnících 2010/11 a 2011/12 se účastnil Divize D (4. nejvyšší soutěž).
V ročníku 2024/2025 postoupil opět do Divize D, tentokrát jako postupující klub s nejvíce získanými body v historii Krajského přeboru Jihomoravského kraje.

## Historické názvy
- 1921 – SK Rudá Hvězda Brno (Sportovní klub Rudá Hvězda Brno)
- 1926 – SK Sparta Brno (Sportovní klub Sparta Brno)
- 1955 – TJ Spartak 1. Brněnská (Tělovýchovná jednota Spartak 1. Brněnská)
- 1989 – FC Sparta Brno (Football Club Sparta Brno)
- 2000 – fúze s FC Zeman Brno ⇒ FC Sparta Brno s.r.o. (Football Club Sparta Brno s.r.o.)
- 2001 – FC Sparta Brno (Football Club Sparta Brno)

## Umístění v jednotlivých sezonách
Stručný přehled
Zdroj: 
- 1939–1943: Moravskoslezská divize
- 1943–1946: I. A třída BZMŽF
- 1946–1947: I. A třída BZMŽF – I. okrsek (brněnský)
- 1947–1948: I. A třída BZMŽF – II. okrsek (slovácký)
- 1949–1950: Mistrovství Brněnského kraje
- 1951–1952: Brněnský městský přebor
- 1953: Krajská soutěž – sk. I
- 1954: Krajský přebor – Brno
- 1955: Oblastní soutěž – sk. D
- 1956–1960: I. A třída Brněnského kraje
- 1960–1962: I. třída Jihomoravského kraje – sk. A
- 1962–1963: I. třída Jihomoravského kraje – sk. B
- 1963–1964: I. A třída Jihomoravského kraje – sk. A
- 1964–1965: Jihomoravský krajský přebor
- 1965–1967: Jihomoravský oblastní přebor
- 1967–1969: I. A třída Jihomoravské oblasti – sk. A
- 1969–1972: Jihomoravský župní přebor
- 1972–1973: I. A třída Jihomoravského kraje – sk. B
- 1973–1978: I. A třída Jihomoravského kraje – sk. A
- 1978–1979: I. B třída Jihomoravského kraje – sk. A
- 1979–1983: I. A třída Jihomoravského kraje – sk. A
- 1983–1984: Jihomoravská krajská soutěž I. třídy – sk. C
- 1984–1986: Jihomoravský krajský přebor – sk. A
- 1991–2000: Jihomoravský župní přebor
- 2000–2001: Divize D
- 2001–2002: I. A třída Jihomoravské župy – sk. B
- 2002–2004: I. A třída Jihomoravského kraje – sk. A
- 2004–2005: I. A třída Jihomoravského kraje – sk. B
- 2005–2010: Přebor Jihomoravského kraje
- 2010–2012: Divize D
- 2012– : Přebor Jihomoravského kraje

Jednotlivé ročníky
Zdroj: 
Legenda: Z – zápasy, V – výhry, R – remízy, P – porážky, VG – vstřelené góly, OG – obdržené góly, +/− – rozdíl skóre, B – body, červené podbarvení – sestup, zelené podbarvení – postup, fialové podbarvení – reorganizace, změna skupiny či soutěže
| Protektorát Čechy a Morava (1939 – 1945) |                                                             |                                                             |                                                             |                                                             |                                                             |                                                             |                                                             |                                                             |                                                             |                                                             |                                                             |
| Sezóny                                   | Liga                                                        | Úroveň                                                      | Z                                                           | V                                                           | R                                                           | P                                                           | VG                                                          | OG                                                          | +/−                                                         | B                                                           | Pozice                                                      |
| 1939/40                                  | Moravskoslezská divize                                      | 2                                                           | 22                                                          | 8                                                           | 1                                                           | 13                                                          | 54                                                          | 73                                                          | −19                                                         | 17                                                          | 8.                                                          |
| 1940/41                                  | Moravskoslezská divize                                      | 2                                                           | 26                                                          | 8                                                           | 3                                                           | 15                                                          | 63                                                          | 111                                                         | −48                                                         | 19                                                          | 11.                                                         |
| 1941/42                                  | Moravskoslezská divize                                      | 2                                                           | 26                                                          | 11                                                          | 2                                                           | 13                                                          | 60                                                          | 62                                                          | −2                                                          | 24                                                          | 7.                                                          |
| 1942/43                                  | Moravskoslezská divize                                      | 2                                                           | 26                                                          | 6                                                           | 4                                                           | 16                                                          | 52                                                          | 92                                                          | −40                                                         | 16                                                          | 14.                                                         |
| 1943/44                                  | I. A třída BZMŽF                                            | 3                                                           | 26                                                          | 12                                                          | 3                                                           | 11                                                          | 74                                                          | 60                                                          | +14                                                         | 27                                                          | 8.                                                          |
| 1944/45                                  | Končila druhá světová válka, pravidelné soutěže se nehrály. | Končila druhá světová válka, pravidelné soutěže se nehrály. | Končila druhá světová válka, pravidelné soutěže se nehrály. | Končila druhá světová válka, pravidelné soutěže se nehrály. | Končila druhá světová válka, pravidelné soutěže se nehrály. | Končila druhá světová válka, pravidelné soutěže se nehrály. | Končila druhá světová válka, pravidelné soutěže se nehrály. | Končila druhá světová válka, pravidelné soutěže se nehrály. | Končila druhá světová válka, pravidelné soutěže se nehrály. | Končila druhá světová válka, pravidelné soutěže se nehrály. | Končila druhá světová válka, pravidelné soutěže se nehrály. |
| Československo (1945 – 1993)             |                                                             |                                                             |                                                             |                                                             |                                                             |                                                             |                                                             |                                                             |                                                             |                                                             |                                                             |
| Sezóna                                   | Liga                                                        | Úroveň                                                      | Z                                                           | V                                                           | R                                                           | P                                                           | VG                                                          | OG                                                          | +/−                                                         | B                                                           | Pozice                                                      |
| 1945/46                                  | I. A třída BZMŽF                                            | 3                                                           | 30                                                          | 17                                                          | 5                                                           | 8                                                           | 134                                                         | 82                                                          | +52                                                         | 39                                                          | 4.                                                          |
| 1946/47                                  | I. A třída BZMŽF – I. okrsek (brněnský)                     | 3                                                           | 22                                                          | 15                                                          | 1                                                           | 6                                                           | 96                                                          | 56                                                          | +40                                                         | 31                                                          | 2.                                                          |
| 1947/48                                  | I. A třída BZMŽF – II. okrsek (slovácký)                    | 3                                                           | 24                                                          | ...                                                         | ...                                                         | ...                                                         | ...                                                         | ...                                                         | ...                                                         |                                                             |                                                             |
| 1948                                     | Moravskoslezská divize – sk. Jih                            | 3                                                           | 11                                                          | 7                                                           | 1                                                           | 3                                                           | 44                                                          | 22                                                          | +22                                                         | 15                                                          | 2.                                                          |
| 1949                                     | Mistrovství Brněnského kraje                                | 3                                                           | 26                                                          | 11                                                          | 3                                                           | 12                                                          | 63                                                          | 54                                                          | +9                                                          | 25                                                          | 9.                                                          |
| 1950                                     | Mistrovství Brněnského kraje                                | 4                                                           | 26                                                          | 8                                                           | 5                                                           | 13                                                          | 79                                                          | 82                                                          | −3                                                          | 21                                                          | 11.                                                         |
| 1951                                     | Brněnský městský přebor                                     | 3                                                           |                                                             | ...                                                         | ...                                                         | ...                                                         | ...                                                         | ...                                                         | ...                                                         |                                                             |                                                             |
| 1952                                     | Brněnský městský přebor                                     | 3                                                           |                                                             | ...                                                         | ...                                                         | ...                                                         | ...                                                         | ...                                                         | ...                                                         |                                                             |                                                             |
| 1953                                     | Krajská soutěž – sk. I                                      | 4                                                           | 18                                                          | 13                                                          | 2                                                           | 3                                                           | 107                                                         | 28                                                          | +79                                                         | 28                                                          | 1.                                                          |
| 1954                                     | Krajský přebor – Brno                                       | 3                                                           | 22                                                          | 11                                                          | 4                                                           | 7                                                           | 67                                                          | 39                                                          | +28                                                         | 26                                                          | 5.                                                          |
| 1955                                     | Oblastní soutěž – sk. D                                     | 3                                                           | 22                                                          | 6                                                           | 4                                                           | 12                                                          | 25                                                          | 46                                                          | −21                                                         | 16                                                          | 10.                                                         |
| 1956                                     | I. A třída Brněnského kraje                                 | 4                                                           | 22                                                          | 7                                                           | 5                                                           | 10                                                          | 37                                                          | 42                                                          | −5                                                          | 19                                                          | 8.                                                          |
| 1957/58                                  | I. A třída Brněnského kraje                                 | 4                                                           | 39                                                          | 19                                                          | 3                                                           | 17                                                          | 82                                                          | 74                                                          | +8                                                          | 41                                                          | 7.                                                          |
| 1958/59                                  | I. A třída Brněnského kraje                                 | 4                                                           | 22                                                          | 11                                                          | 3                                                           | 8                                                           | 48                                                          | 41                                                          | +7                                                          | 25                                                          | 3.                                                          |
| 1959/60                                  | I. A třída Brněnského kraje                                 | 4                                                           | 22                                                          | 7                                                           | 6                                                           | 9                                                           | 30                                                          | 39                                                          | −9                                                          | 20                                                          | 8.                                                          |
| 1960/61                                  | I. třída Jihomoravského kraje – sk. A                       | 4                                                           | 26                                                          | 14                                                          | 6                                                           | 6                                                           | 68                                                          | 28                                                          | +40                                                         | 34                                                          | 3.                                                          |
| 1961/62                                  | I. třída Jihomoravského kraje – sk. A                       | 4                                                           | 26                                                          | 13                                                          | 6                                                           | 7                                                           | 67                                                          | 35                                                          | +32                                                         | 32                                                          | 4.                                                          |
| 1962/63                                  | I. třída Jihomoravského kraje – sk. B                       | 4                                                           | 26                                                          | 17                                                          | 2                                                           | 7                                                           | 63                                                          | 33                                                          | +30                                                         | 36                                                          | 2.                                                          |
| 1963/64                                  | I. A třída Jihomoravského kraje – sk. A                     | 4                                                           | 26                                                          | 17                                                          | 6                                                           | 3                                                           | 71                                                          | 30                                                          | +41                                                         | 40                                                          | 1.                                                          |
| 1964/65                                  | Jihomoravský krajský přebor                                 | 3                                                           | 26                                                          | 8                                                           | 5                                                           | 13                                                          | 36                                                          | 51                                                          | −15                                                         | 21                                                          | 12.                                                         |
| 1965/66                                  | Jihomoravský oblastní přebor                                | 4                                                           | 26                                                          | 10                                                          | 4                                                           | 12                                                          | 41                                                          | 43                                                          | −2                                                          | 24                                                          | 9.                                                          |
| 1966/67                                  | Jihomoravský oblastní přebor                                | 4                                                           | 26                                                          | 7                                                           | 3                                                           | 16                                                          | 27                                                          | 70                                                          | −43                                                         | 17                                                          | 13.                                                         |
| 1967/68                                  | I. A třída Jihomoravské oblasti – sk. A                     | 5                                                           | 26                                                          | 15                                                          | 5                                                           | 6                                                           | 63                                                          | 37                                                          | +26                                                         | 35                                                          | 3.                                                          |
| 1968/69                                  | I. A třída Jihomoravské oblasti – sk. A                     | 5                                                           | 26                                                          | 14                                                          | 6                                                           | 6                                                           | 53                                                          | 32                                                          | +21                                                         | 34                                                          | 3.                                                          |
| 1969/70                                  | Jihomoravský župní přebor                                   | 5                                                           | 26                                                          | 9                                                           | 4                                                           | 13                                                          | 39                                                          | 49                                                          | −10                                                         | 26                                                          | 11.                                                         |
| 1970/71                                  | Jihomoravský župní přebor                                   | 5                                                           | 26                                                          | 7                                                           | 3                                                           | 16                                                          | 31                                                          | 55                                                          | −24                                                         | 17                                                          | 12.                                                         |
| 1971/72                                  | Jihomoravský župní přebor                                   | 5                                                           | 26                                                          | 4                                                           | 5                                                           | 17                                                          | 28                                                          | 58                                                          | −30                                                         | 13                                                          | 14.                                                         |
| 1972/73                                  | I. A třída Jihomoravského kraje – sk. B                     | 6                                                           | 26                                                          | 10                                                          | 5                                                           | 11                                                          | 43                                                          | 51                                                          | −8                                                          | 25                                                          | 9.                                                          |
| 1973/74                                  | I. A třída Jihomoravského kraje – sk. A                     | 6                                                           | 26                                                          | 8                                                           | 6                                                           | 12                                                          | 54                                                          | 47                                                          | +7                                                          | 20                                                          | 12.                                                         |
| 1974/75                                  | I. A třída Jihomoravského kraje – sk. A                     | 6                                                           | 26                                                          | 15                                                          | 1                                                           | 10                                                          | 48                                                          | 48                                                          | 0                                                           | 31                                                          | 5.                                                          |
| 1975/76                                  | I. A třída Jihomoravského kraje – sk. A                     | 6                                                           | 26                                                          | 10                                                          | 4                                                           | 12                                                          | 42                                                          | 44                                                          | −2                                                          | 24                                                          | 8.                                                          |
| 1976/77                                  | I. A třída Jihomoravského kraje – sk. A                     | 6                                                           | 26                                                          | 10                                                          | 2                                                           | 14                                                          | 38                                                          | 48                                                          | −10                                                         | 22                                                          | 11.                                                         |
| 1977/78                                  | I. A třída Jihomoravského kraje – sk. A                     | 5                                                           | 26                                                          | 6                                                           | 10                                                          | 10                                                          | 30                                                          | 39                                                          | −9                                                          | 22                                                          | 12.                                                         |
| 1978/79                                  | I. B třída Jihomoravského kraje – sk. A                     | 6                                                           | 26                                                          | 19                                                          | 2                                                           | 5                                                           | 57                                                          | 24                                                          | +33                                                         | 40                                                          | 1.                                                          |
| 1979/80                                  | I. A třída Jihomoravského kraje – sk. A                     | 5                                                           | 30                                                          | 11                                                          | 7                                                           | 12                                                          | 39                                                          | 37                                                          | +2                                                          | 29                                                          | 11.                                                         |
| 1980/81                                  | I. A třída Jihomoravského kraje – sk. A                     | 5                                                           | 30                                                          | 11                                                          | 7                                                           | 12                                                          | 45                                                          | 42                                                          | +3                                                          | 29                                                          | 10.                                                         |
| 1981/82                                  | I. A třída Jihomoravského kraje – sk. A                     | 6                                                           | 30                                                          | 18                                                          | 5                                                           | 7                                                           | 48                                                          | 32                                                          | +16                                                         | 41                                                          | 2.                                                          |
| 1982/83                                  | I. A třída Jihomoravského kraje – sk. A                     | 6                                                           | 30                                                          | 10                                                          | 9                                                           | 11                                                          | 32                                                          | 34                                                          | −2                                                          | 29                                                          | 9.                                                          |
| 1983/84                                  | Jihomoravská krajská soutěž I. třídy – sk. C                | 6                                                           | ...                                                         | ...                                                         | ...                                                         | ...                                                         | ...                                                         | ...                                                         | ...                                                         | ...                                                         | 1.                                                          |
| 1984/85                                  | Jihomoravský krajský přebor – sk. A                         | 5                                                           | 26                                                          | 8                                                           | 9                                                           | 9                                                           | 34                                                          | 34                                                          | 0                                                           | 25                                                          | 10.                                                         |
| 1985/86                                  | Jihomoravský krajský přebor – sk. A                         | 5                                                           | 26                                                          | 7                                                           | 11                                                          | 8                                                           | 28                                                          | 30                                                          | −2                                                          | 25                                                          | 9.                                                          |
| ...                                      |                                                             |                                                             |                                                             |                                                             |                                                             |                                                             |                                                             |                                                             |                                                             |                                                             |                                                             |
| 1991/92                                  | Jihomoravský župní přebor                                   | 5                                                           | 26                                                          | 13                                                          | 4                                                           | 9                                                           | 37                                                          | 39                                                          | −2                                                          | 30                                                          | 3.                                                          |
| 1992/93                                  | Jihomoravský župní přebor                                   | 5                                                           | 30                                                          | 9                                                           | 6                                                           | 11                                                          | 41                                                          | 48                                                          | −7                                                          | 24                                                          | 9.                                                          |
| Česko (1993 – )                          |                                                             |                                                             |                                                             |                                                             |                                                             |                                                             |                                                             |                                                             |                                                             |                                                             |                                                             |
| Sezóna                                   | Liga                                                        | Úroveň                                                      | Z                                                           | V                                                           | R                                                           | P                                                           | VG                                                          | OG                                                          | +/−                                                         | B                                                           | Pozice                                                      |
| 1993/94                                  | Jihomoravský župní přebor                                   | 5                                                           | 30                                                          | 15                                                          | 10                                                          | 5                                                           | 43                                                          | 31                                                          | +12                                                         | 40                                                          | 2.                                                          |
| 1994/95                                  | Jihomoravský župní přebor                                   | 5                                                           | 30                                                          | 14                                                          | 8                                                           | 8                                                           | 63                                                          | 39                                                          | +24                                                         | 50                                                          | 5.                                                          |
| 1995/96                                  | Jihomoravský župní přebor                                   | 5                                                           | 30                                                          | 15                                                          | 7                                                           | 8                                                           | 50                                                          | 35                                                          | +15                                                         | 52                                                          | 5.                                                          |
| 1996/97                                  | Jihomoravský župní přebor                                   | 5                                                           | 30                                                          | 15                                                          | 8                                                           | 7                                                           | 52                                                          | 31                                                          | +21                                                         | 53                                                          | 3.                                                          |
| 1997/98                                  | Jihomoravský župní přebor                                   | 5                                                           | 30                                                          | 18                                                          | 7                                                           | 5                                                           | 66                                                          | 30                                                          | +36                                                         | 61                                                          | 2.                                                          |
| 1998/99                                  | Jihomoravský župní přebor                                   | 5                                                           | 30                                                          | 11                                                          | 10                                                          | 9                                                           | 51                                                          | 39                                                          | +12                                                         | 43                                                          | 5.                                                          |
| 1999/00                                  | Jihomoravský župní přebor                                   | 5                                                           | 30                                                          | 20                                                          | 3                                                           | 7                                                           | 49                                                          | 24                                                          | +25                                                         | 63                                                          | 3.                                                          |
| 2000/01                                  | Divize D                                                    | 4                                                           | 30                                                          | 10                                                          | 9                                                           | 11                                                          | 46                                                          | 50                                                          | −4                                                          | 39                                                          | 8.                                                          |
| 2001/02                                  | I. A třída Jihomoravské župy – sk. B                        | 6                                                           | 26                                                          | 15                                                          | 7                                                           | 4                                                           | 49                                                          | 26                                                          | +23                                                         | 52                                                          | 2.                                                          |
| 2002/03                                  | I. A třída Jihomoravského kraje – sk. A                     | 6                                                           | 26                                                          | 15                                                          | 2                                                           | 9                                                           | 41                                                          | 32                                                          | +9                                                          | 47                                                          | 3.                                                          |
| 2003/04                                  | I. A třída Jihomoravského kraje – sk. A                     | 6                                                           | 26                                                          | 14                                                          | 5                                                           | 7                                                           | 63                                                          | 28                                                          | +35                                                         | 47                                                          | 3.                                                          |
| 2004/05                                  | I. A třída Jihomoravského kraje – sk. B                     | 6                                                           | 26                                                          | 19                                                          | 4                                                           | 3                                                           | 59                                                          | 16                                                          | +43                                                         | 61                                                          | 1.                                                          |
| 2005/06                                  | Přebor Jihomoravského kraje                                 | 5                                                           | 30                                                          | 14                                                          | 6                                                           | 10                                                          | 45                                                          | 41                                                          | +4                                                          | 48                                                          | 4.                                                          |
| 2006/07                                  | Přebor Jihomoravského kraje                                 | 5                                                           | 30                                                          | 17                                                          | 4                                                           | 9                                                           | 61                                                          | 33                                                          | +28                                                         | 55                                                          | 3.                                                          |
| 2007/08                                  | Přebor Jihomoravského kraje                                 | 5                                                           | 30                                                          | 12                                                          | 5                                                           | 13                                                          | 47                                                          | 60                                                          | −13                                                         | 41                                                          | 10.                                                         |
| 2008/09                                  | Přebor Jihomoravského kraje                                 | 5                                                           | 30                                                          | 10                                                          | 11                                                          | 9                                                           | 39                                                          | 46                                                          | −7                                                          | 41                                                          | 8.                                                          |
| 2009/10                                  | Přebor Jihomoravského kraje                                 | 5                                                           | 30                                                          | 13                                                          | 5                                                           | 12                                                          | 58                                                          | 50                                                          | +8                                                          | 44                                                          | 6.                                                          |
| 2010/11                                  | Divize D                                                    | 4                                                           | 30                                                          | 8                                                           | 10                                                          | 12                                                          | 33                                                          | 45                                                          | −12                                                         | 34                                                          | 12.                                                         |
| 2011/12                                  | Divize D                                                    | 4                                                           | 30                                                          | 8                                                           | 4                                                           | 18                                                          | 31                                                          | 58                                                          | −27                                                         | 28                                                          | 16.                                                         |
| 2012/13                                  | Přebor Jihomoravského kraje                                 | 5                                                           | 30                                                          | 19                                                          | 3                                                           | 8                                                           | 66                                                          | 36                                                          | +30                                                         | 60                                                          | 2.                                                          |
| 2013/14                                  | Přebor Jihomoravského kraje                                 | 5                                                           | 30                                                          | 17                                                          | 5                                                           | 8                                                           | 85                                                          | 49                                                          | +36                                                         | 56                                                          | 2.                                                          |
| 2014/15                                  | Přebor Jihomoravského kraje                                 | 5                                                           | 30                                                          | 19                                                          | 6                                                           | 5                                                           | 77                                                          | 33                                                          | +44                                                         | 63                                                          | 3.                                                          |
| 2015/16                                  | Přebor Jihomoravského kraje                                 | 5                                                           | 32                                                          | 14                                                          | 2                                                           | 16                                                          | 66                                                          | 65                                                          | +1                                                          | 44                                                          | 11.                                                         |
| 2016/17                                  | Přebor Jihomoravského kraje                                 | 5                                                           | 30                                                          | 10                                                          | 5                                                           | 15                                                          | 46                                                          | 72                                                          | −26                                                         | 32                                                          | 13.                                                         |
| 2017/18                                  | Přebor Jihomoravského kraje                                 | 5                                                           | 30                                                          | 14                                                          | 9                                                           | 7                                                           | 64                                                          | 52                                                          | +12                                                         | 51                                                          | 5.                                                          |
| 2018/19                                  | Přebor Jihomoravského kraje                                 | 5                                                           | 30                                                          | 16                                                          | 6                                                           | 8                                                           | 93                                                          | 45                                                          | +48                                                         | 54                                                          | 6.                                                          |
| 2019/20                                  | Přebor Jihomoravského kraje                                 | 5                                                           | 15                                                          | 10                                                          | 2                                                           | 3                                                           | 41                                                          | 20                                                          | +21                                                         | 32                                                          | 3.                                                          |
| 2020/21                                  | Přebor Jihomoravského kraje                                 | 5                                                           | 9                                                           | 7                                                           | 0                                                           | 2                                                           | 24                                                          | 9                                                           | +15                                                         | 21                                                          | 1.                                                          |
| 2021/22                                  | Přebor Jihomoravského kraje                                 | 5                                                           | 30                                                          | 11                                                          | 2                                                           | 17                                                          | 64                                                          | 67                                                          | −3                                                          | 35                                                          | 11.                                                         |
| 2022/23                                  | Přebor Jihomoravského kraje                                 | 5                                                           | 30                                                          | 16                                                          | 2                                                           | 12                                                          | 66                                                          | 46                                                          | +20                                                         | 50                                                          | 4.                                                          |
| 2023/24                                  | Přebor Jihomoravského kraje                                 | 5                                                           | 30                                                          | 20                                                          | 5                                                           | 5                                                           | 74                                                          | 34                                                          | +40                                                         | 65                                                          | 3.                                                          |
| 2024/25                                  | Přebor Jihomoravského kraje                                 | 5                                                           | 30                                                          | 25                                                          | 2                                                           | 3                                                           | 89                                                          | 33                                                          | +56                                                         | 7                                                           | 1.                                                          |

Poznámky:
- 1969/70: V této sezoně byl zkoušen (a po sezoně zrušen) tento systém bodování – za vítězství rozdílem dvou a více branek se vítězi udělovaly 3 body, za vítězství o jednu branku 2 body, za bezbrankovou remízu nezískal bod ani jeden ze soupeřů, při jakékoli jiné remíze si soupeři rozdělili po bodu.
- 2016/17: Mužstvu byly odečteny 3 body.
- 2019/20 a 2020/21: Tyto sezony byly ukončeny předčasně z důvodu pandemie covidu-19 v Česku.

## FC Sparta Brno „B“
FC Sparta Brno „B“ byl rezervním týmem komárovské Sparty, který hrál naposled v Brněnském městském přeboru v sezoně 2011/12.

### Umístění v jednotlivých sezonách
Stručný přehled
Zdroj: 
- 1992–1993: Brněnská městská soutěž
- 1996–2000: Brněnský městský přebor
- 2000–2001: Jihomoravský župní přebor
- 2001–2012: Brněnský městský přebor

Jednotlivé ročníky
Zdroj: 
Legenda: Z – zápasy, V – výhry, R – remízy, P – porážky, VG – vstřelené góly, OG – obdržené góly, +/− – rozdíl skóre, B – body, červené podbarvení – sestup, zelené podbarvení – postup, fialové podbarvení – reorganizace, změna skupiny či soutěže
| Československo (1992 – 1993) |                           |        |    |     |     |     |     |     |     |    |        |
| Sezóny                       | Liga                      | Úroveň | Z  | V   | R   | P   | VG  | OG  | +/− | B  | Pozice |
| 1992/93                      | Brněnská městská soutěž   | 9      | 26 | 16  | 8   | 2   | 78  | 29  | +49 | 40 | 1.     |
| Česko (1993 – 2012)          |                           |        |    |     |     |     |     |     |     |    |        |
| Sezóny                       | Liga                      | Úroveň | Z  | V   | R   | P   | VG  | OG  | +/− | B  | Pozice |
| 1993/94                      | Brněnský městský přebor   | 8      | 26 | 13  | 8   | 5   | 55  | 35  | +20 | 34 | 3.     |
| ...                          |                           |        |    |     |     |     |     |     |     |    |        |
| 1996/97                      | Brněnský městský přebor   | 8      | 30 | ... | ... | ... | ... | ... | ... |    | 6.     |
| 1997/98                      | Brněnský městský přebor   | 8      | 30 | ... | ... | ... | ... | ... | ... |    |        |
| 1998/99                      | Brněnský městský přebor   | 8      | 30 | 14  | 6   | 10  | 73  | 61  | +12 | 48 | 5.     |
| 1999/00                      | Brněnský městský přebor   | 8      | 26 | ... | ... | ... | ... | ... | ... |    |        |
| 2000/01                      | Jihomoravský župní přebor | 5      | 30 | 7   | 7   | 16  | 35  | 72  | −37 | 28 | 14.    |
| 2001/02                      | Brněnský městský přebor   | 8      | 24 | 10  | 6   | 8   | 66  | 49  | +15 | 30 | 6.     |
| 2002/03                      | Brněnský městský přebor   | 8      | 26 | 11  | 6   | 9   | 69  | 55  | +14 | 39 | 6.     |
| 2003/04                      | Brněnský městský přebor   | 8      | 26 | 15  | 5   | 6   | 76  | 41  | +35 | 50 | 3.     |
| 2004/05                      | Brněnský městský přebor   | 8      | 26 | 10  | 2   | 14  | 51  | 62  | −11 | 32 | 11.    |
| 2005/06                      | Brněnský městský přebor   | 8      | 26 | 12  | 6   | 8   | 74  | 49  | +25 | 42 | 5.     |
| 2006/07                      | Brněnský městský přebor   | 8      | 26 | 12  | 1   | 13  | 73  | 55  | +18 | 37 | 9.     |
| 2007/08                      | Brněnský městský přebor   | 8      | 26 | 11  | 2   | 13  | 76  | 77  | −1  | 35 | 8.     |
| 2008/09                      | Brněnský městský přebor   | 8      | 26 | 15  | 2   | 9   | 55  | 45  | +10 | 47 | 4.     |
| 2009/10                      | Brněnský městský přebor   | 8      | 26 | 12  | 3   | 11  | 53  | 55  | −2  | 39 | 6.     |
| 2010/11                      | Brněnský městský přebor   | 8      | 26 | 12  | 3   | 11  | 52  | 42  | +10 | 39 | 6.     |
| 2011/12                      | Brněnský městský přebor   | 8      | 26 | 13  | 4   | 9   | 60  | 42  | +18 | 43 | 6.     |

Poznámky:
- 2001/02: Týmu bylo na základě rozhodnutí disciplinární komise odečteno 6 bodů.[32]